# Fossalunga
Fossalunga is een plaats (frazione) in de Italiaanse gemeente Vedelago.